# Леоцереус
Леоцереус (лат. Leocereus) — монотипный род суккулентных растений семейства Кактусовые (Cactaceae), произрастающий на территории Бразилии. На 2023 год, включает один вид — Leocereus bahiensis.

## Название
Родовое латинское название Leocereus было присвоено в честь выдающегося бразильского ботаника Антонио Пачеко Леао (Antonio Pacheco Leao, 1872-1931), который занимал должность директора Ботанического сада в Рио-де-Жанейро, Бразилия.
Русскоязычное название является транслитерацией латинского.

## Описание
Leocereus bahiensis — несколько ветвистый кактус, который может быть прямостоячим или карабкающимся, достигающим до 2 метров в длину и имеющим диаметр 1-1,5 см. У него от 12 до 14 низких ребер, ареолы расположены близко друг к другу и имеют круглую форму, покрыты белым войлоком и колючками. Колючки многочисленные, с центральными колючками значительно длиннее радиальных, обычно достигают 3 см в длину, они игольчатые, желтоватые и раскидистые.
Цветки длиной около 4 см, плотно опушенные и колючие. Внутренние сегменты околоцветника маленькие и белые. Плоды имеют диаметр 10-12 мм, а семена — длиной 1,5 мм.

## Таксономия
Leocereus Britton & Rose, первое упоминание в Cact. 2: 108 (1920).

### Виды
По данным сайта Plants of the World Online на 2023 год, род включает один подтвержденный вид:
- Leocereus bahiensis Britton & Rose